# グレイス・アボット
グレイス・アボット（Grace Abbott、1878年11月17日 – 1939年6月19日）は、主に児童福祉、移民支援を行ったアメリカ合衆国のソーシャルワーカー

## 略歴
- 1878年、ネブラスカ州 グランド・アイランドに誕生
- 1898年、グランド・アイランド・カレッジ（Grand Island College）卒業
- 1902年、ネブラスカ大学リンカーン校で修士課程修学開始
- 1906年、高校教師
- 1907年、シカゴでソーシャルワーカーとして活動を開始。ハルハウスに居住し、フェミニズム、社会改革、貧困者の避難所に従事。
- 1909年、哲学修士号（Master of Philosophy）取得、シカゴ大学
- 1908-1917年、移民保護連盟（Immigrants' Protective League）
- 1921-1934年、合衆国児童局（United States Children's Bureau）
- 女性労働組合連盟（Women's Trade Union League）
- 1917年、"The Immigrant and the Community"出版
- 1938年、"The Child and the State" 出版
- 1934-1939年、社会保障局
- 1938年、多発性骨髄腫と診断
- 1939年、死去

## 家族
- 父：オスマン・アボット（Othman A. Abbott）
- 姉：エディス・アボット（Edith Abbott）

## 文献
- "The Immigrant and the Community" 1917年
- "The Child and the State" 1938年